# سیارک ۶۶۲

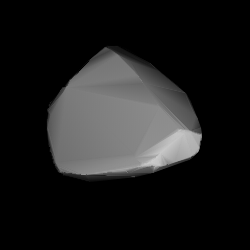
مدل سه‌بُعدی سیارک ۶۶۲ بر اساس منحنی نور آن

سیارک ۶۶۲ (به انگلیسی: 662 Newtonia، نامگذاری:1908CW) ششصد و شصت و دومین سیارک کشف شده‌است که در ۳۰ مارس ۱۹۰۸ کشف شد.
قدر مطلق سیارک برابر ۱۰٫۵۰ است.